# Johann Christoph Friedrich Bach
Johann Christoph Friedrich Bach (født 21. juni 1732 i Leipzig; død 26. januar 1795 i Bückeburg i dagens Niedersachsen) var en tysk komponist og den næstyngste af Johann Sebastian Bachs fire komponerende sønner.
Han fik i lighed med sine brødre musikundervisning af faderen. I 1750, da Friedrich Bach var 18 år, headhuntede grev Wilhelm af Schaumburg-Lippe ham til sit lille hofkapel, først som cembalist og i 1759 som koncertmester, en post han havde livet ud.
Ved siden af kammermusik og åndelige sange skrev Johann Christoph Friedrich Bach 20 symfonier (12 er tabt) og 8 klaverkoncerter, oratorier og operaer. 

## Liv og gerning
Johann Christoph Friedrich Bachs livsløb begyndte som sine brødres: uddannelse ved Thomasskolen i Leipzig og musikalsk undervisning af faderen. Han fik også undervisning af faderens fætter, Johann Elias Bach. Friedrich Bach var en virtous på klaver; ifølge Nikolaus Forkel holdt Johann Sebastian Bachs ældste søn Wilhelm Friedemann halvbroderen for at være den "stärksten Spieler" blandt de fire Bach-sønner. 17 år gammel begyndte Friedrich at studere jus ved universitetet i Leipzig, men afbrød efter kort tid studiet for at gå i tjeneste som "Hochgräflich Schaumburg-Lippischer Cammer-Musicus" ved hoffet i Bückeburg. Regenten i det lille grevskab, grev Wilhelm af Schaumburg-Lippe, havde ladet sig imponere av kong Frederik 2. af Preussens hofkapel i Potsdam og havde planer om at opbygge et lignende musikmiljø.
Ved hoffet i Bückeburg var italienerne Angelo Colonna og Giovanni Battista Serini henholdsvis koncertmester og kapelmester/komponist. Mindst to gange om ugen, normalt sent om eftermiddagen, blev der arrangeret Concerten, som oftest med vokalmusik, og gennem disse optrædender lærte J.C.F. Bach den italienske opera- og kantatestil at kende.
Bachs første år i Bückeburg gav ham tilsyneladende få muligheder for at udvikle en egen kunstnerisk personlighed; i hvert fald findes der fra hans hånd ingen daterede kompositioner fra denne tid. Sandsynligvis koncentrerede han sig om at spille musik i hoffets stil.
Hofkapellet havde en sangerinde, Lucia Elisabeth Münchhausen, datter af hofmusikeren Ludolf Andreas Münchhausen, som koncertmester Serini underviste i italiensk sangkultur. 8. januar 1755 giftede Bach sig med hende og snart stoppede hun med at få undervisning af Serini. Året efter forlod de to italienene hoffet i Bückeburg, og Bach overtog ledelsen af hofkapellet. Ved siden af opgaven med at lede opførslerne havde han ansvaret for at skaffe til veje og komponere ny musik. Greven opfordrede til kontakt med andre fyrstehoffer med tanke på udveksling af nodemateriale; han satte sin ære i at have et musikbibliotek, som indeholdt det nyeste på musikfronten. Under syvårskrigen blev hoffets personalpolitik negligeret, så Bach fik ikke den formelle koncertmestertitrl førend i 1759. Lønnen steg nu fra 200 til 400 Reichstaler, mens hustruen fortsat fik udbetalt sine 100 taler.
Samme år blev Wilhelm Friedrich Ernst født. Han var den første af i alt 8 barn, og blev den sidste musiker blandt Johann Sebastians efterkommere. På Friedrichs forespørgsel stod grev Wilhelm fadder for barnet. Da Georg Philipp Telemann døde i 1767, søgte Johann Christoph Friedrich Bach på den ledige stilling som Musikdirektor i Hamburg. Dette er det eneste dokumenterede forsøg på et karrieremæssig opryk, han foretog. Den prestigefyldte stilling tilfaldt hans ældre og mere kendte halvbroder Carl Philipp Emanuel, men brødrene var fortsat lige gode venner; kontakten blev styrket og udvekslingen af ideer og kompositioner blev hyppigere end før.
Johann Christoph Friedrich Bach startede nu en intensiv skabelsesperiode. Ved siden af kammermusikværker og klavermusik komponerede han omkring 1769 sine første oratorier Die Pilgrime auf Golgatha med tekst af Justus Friedrich Wilhelm Zachariae, Der Tod Jesu med tekst i Karl Wilhelm Ramlers anden version (1760). Carl Heinrich Graun (1755) og Telemann (1756) havde allerede med stort held tonesat første tekstversion. Fra tiden før 1770 stammer også de første 10 af hans i alt 20 Sinfonien; de 10 sidste blev skrevet i tiden mellem 1792 og 1794.
I 1771 kom den tyske digter Johann Gottfried Herder til Bückeburg som hofprædikant og medlem af det protestantiske konsistorium, og der opstod et venskab og frugtbart samarbejde mellem digter og komponist. Nogen af resultaterne var oratorierne Die Kindheit Jesu og Die Auferweckung des Lazarus (1773), såvel som enkelte kantater og  dramaværkerne Brutus og Philoktetes (begge 1774). Den kritiske Herder fik åbenbart gennemført en del af sine musikæstetiske ideer i det tætte samarbejde med Bach. Denne stimulerende fase i Bachs liv endte i 1776 da Herder fik ansættelse i Weimar.
Grevinden døde i 1776 og greven året efter. Dermed var midtpunkterne i hoffets kulturliv borte, og Bach søgte åbenbart efter nye impulser. Dette fandt han i foråret 1778, da han sammen med sin søn gennemførte sin eneste store rejse. Via Hamburg, hvor halvbroderen Carl Philipp Emanuel var musikdirektør, gik rejsen til broderen Johann Christian i London, hvor den unge Wilhelm skulle studere videre. I London stiftede Friedrich bekendtskab med og blev stærkt påvirket af sine brødres koncerter og værker af Gluck og Mozart.
Efter, at han kom tilbage, koncentrerede Bach sig igen om det lille hofkapel på ca. 15 musikere og ledede det så godt at Forkel i 1782 rangerede Bückeburger Hofkapelle som det fjerde bedste orkester i Tyskland. Klavermusik stod nu i centrum for Bachs interesse. Horstig, som skrev hans nekrolog, beskrev hvordan han "selv om ingen hørte på […] kunne [fantasere] ved sit engelske pianoforte som han havde taget med sig fra London."
Efter grev Philipp Ernsts død i 1787 blev grevinde Juliane von Hessen-Philippsthal regent i egenskab af formynder for den to år gamle arveprins. Den musikelskende regent viste Bach sin agtelse og anerkendelse, hun fik daglig undervisning ved klaveret og medvirkede som sangerinde under oratorieopførslerne. Efter tid med tung depression i slutningen af 1780-erne, blandt andet som følge af at svigersønnen blev afskediget fra hoffet for illoyalitet i tjenesten, halvbroderen C.P.E. Bach døde og at salget af Friedrichs klavermusik, var han meget arbejdsom og produktiv i sine sidste leveår. I 1787/88 udgav han et udvalg af lettere værker i fire hæfter under titlen Musikalische Nebenstunden som indeholder en mængde klaverværker, kammermusik og klaverarrangementer af verdslige kantater. Inspireret af sine kolleger og provokeret af nykomlingen og efterfølgeren Franz Christoph Neubauer, som forsøgte at indynde sig hos regenten, skrev Bach 10 symfonier og to klaverkoncerter på under tre år.
Den 26. januar 1795 døde Johann Christoph Friedrich Bach af "brystfeber" og blev begravet den 31. januar på Bückeburgs Jetenburger Friedhof. I 1803 blev også Bachs enke begravet her.
Sønnen Wilhelm Friedrich Ernst Bach videreførte familiens komponisttraditioner.

## Musikhistorisk betydning
Johann Christoph Friedrich Bach virkede i 45 år ved Bückeburg, et hof som til trods for regenternes musikinteresse var lille og lå i musikalsk halvskygge. Bach levede i en tid, da dyrkningen af de store genier var fremme, og musikken han skrev og hans halvvejs bortgemte liv i et lille hofmiljø, svarede ikke til de nye idealer. Han blev derfor længe betragtet som den ubetydeligste af de fire komponerende bachsønner, et udsagn fra Carl Friedrich Cramer er typisk: "han [J.S. Bach] havde disse tre: Christian Bach, Carl Philipp Emanuel Bach og Friedemann Bach; (den fjerde i Bückeburg regner jeg ikke med; for han hører egentlig ikke til … Bach'erne)."
Senere forskere, eksempelvis Hansdieter Wohlfahrth og Ulrich Leisinger, ser Friedrich Bach som en brobygger mellem den hendøende barok og den fremvoksende klassicisme. Med nogen værker i højbarok-stil, nogen i den galante stil, nogen der trak fra begge kombineret og nogen som indeholder elementer fra den kommende klassicisme er han i godt selskab med andre overgangsfigurer, som halvbroderen Carl Philipp Emanuel, broderen Johann Christian, Georg Philipp Telemann og Graun-brødrene Carl Heinrich og Johann Gottlieb.
En stor del af Friedrich Bachs kompositioner forsvandt, da Staatliches Institut für Musikforschung in Berlin blev ødelagt under 2. verdenskrig.